# つんくファミリー
つんくファミリーとは、シャ乱Qのつんく♂を中心とした芸能人ファミリーの事である。
しばしば小室哲哉を中心とした「小室ファミリー」と対比される。

## 定義
まず、つんく♂が主体となって楽曲を提供したり構想が練られた企画が「つんく♂プロデュース」である。この中で継続的に企画が続いてつんく♂との関連性が強まって来ると「つんくファミリー」の一員として認識される様になる。企画が1回きりで終わったり、つんく♂よりも芸歴の長い先輩への楽曲提供の場合は、つんくファミリーとはならない。「ハロー!プロジェクト」や「NICE GIRL プロジェクト!」は、つんくが継続的に監修しているため、ハロプロやNGP!のメンバーに新規加入すれば自動的につんくファミリーとなる。
以下に、具体例を挙げる。

### 「つんくファミリー」なもの
- つんく♂以外のシャ乱Qのメンバーはつんく♂の「弟子」や「一門」といった存在ではないが、ハロー!プロジェクトのコンサートの司会などつんく♂絡みと考えられる仕事が多くなるに連れて「つんくファミリー」と呼ばれる様になった。
- シャ乱Q率いるすっぽんファミリーやセブンハウスなど、つんく♂に関連した仕事を中心にしている（と見られている）様々なアーティストは、楽曲の提供とは関係なく「つんくファミリー」と呼ばれる事が多い。
- つんく♂と交友の深いお笑い芸人の集まり（ほっしゃん。、おはよう。、なか。たつや、博多華丸、原口あきまさ、カラテカ、アンバランスの山本栄治、若井おさむも「つんくファミリー」と呼ばれる。
- ハロー!プロジェクトは、つんく♂のプロデュースを受けているメンバーが中心であるが、全てがつんく♂のプロデュースという訳ではない。しかしながら、つんく♂は2014年までハロー!プロジェクトの総合プロデューサーであり、楽曲などについて個別につんく♂のプロデュースを受けていないメンバーも含めて「つんくファミリー」として扱われる事が多い。また、CDショップでハロー!プロジェクトのコーナーが設けられている場合には、安倍麻美などつんく♂が直接関わっていないCDも同じ位置に置かれている事が少なくない。

### 「つんくファミリー」でないもの
- つんく♂プロデュースによる曲を出したアーティストの総称として使用される事が多いが、「つんくファミリー」のメンバーとされている者すべてがつんく♂プロデュースによる曲を出している訳ではないし、つんく♂プロデュースによる曲を出した者すべてが「つんくファミリー」のメンバーとされている訳でもない。
- 芸能人ファミリーがしばしば冠となる芸能人（この場合つんく♂）の「弟子」や「一門」といったニュアンスを持って受け取られる事から、五木ひろし、上沼恵美子、志村けんなど、つんく♂よりも年長であったり芸能人としての経歴が長い者がつんく♂からの楽曲の提供を受けてもつんくファミリーと呼ばれる事はない。かつては研ナオコが「つんくファミリーに入りたい」と言ったが、結局「つんくファミリー」扱いにされる事はなかった。
- つんく♂は、一時期に非常に幅広く様々なアーティストに楽曲の提供を行っていたが、1曲限りで終わった者が多く、継続的に楽曲の提供を受けていたのはハロー!プロジェクト関係を除くとソニン（EE JUMP時代を含む）、時東ぁみなどに限られている。